# Суперкубок Італії з волейболу серед жінок 2020
25 розіграш Суперкубка Італії з волейболу серед жіночих команд пройшов за новою формулою. Утурнірі брали участь 12 клубів. Віцечемпіон стартував у чвертьфіналі, а чемпіон - у півфіналі. У вирішальному матчі сильнішим виявився переможець Серії А минулого сезону. Для «Імоко» це четвертий титул загалом і третій поспіль.

## Учасники
| Команда                  | Місто         | Місце в попередньому сезоні |
| ------------------------ | ------------- | --------------------------- |
| «Імоко Воллей»           | Конельяно     | 1                           |
| «Унет-Ямамай»            | Бусто-Арсіціо | 2                           |
| «Ігор Горгонзола»        | Новара        | 3                           |
| «Савіно Дель Бене»       | Скандіччі     | 4                           |
| «Про Вікторія»           | Монца         | 5                           |
| «Казальмаджоре»          | Казальмаджоре | 6                           |
| «К'єрі 76»               | К'єрі         | 7                           |
| «Дзанетті»               | Бергамо       | 8                           |
| «Іль Бісонте Фіренце»    | Сан-Кашіано   | 9                           |
| «Кунео Гранда»           | Кунео         | 10                          |
| «Мілленіум»              | Брешія        | 11                          |
| «Барточчіні Фортінфіссі» | Перуджа       | 13                          |

## 1/8 фіналу
| Дата       | Час |                                | Рахунок |                                       | Сет 1 | Сет 2 | Сет 3 | Сет 4 | Сет 5 | Всього  | Звіт  |
| ---------- | --- | ------------------------------ | ------- | ------------------------------------- | ----- | ----- | ----- | ----- | ----- | ------- | ----- |
| 29.08.2020 |     | «Савіно Дель Бене» (Скандіччі) | 3–1     | «Мілленіум» (Брешія)                  | 27–25 | 25–27 | 25–14 | 25–23 |       | 102–89  | [ 1 ] |
| 29.08.2020 |     | «Про Вікторія» (Монца)         | 3–2     | «Кунео Гранда» (Кунео)                | 25–27 | 25–16 | 25–20 | 23–25 | 15–13 | 113–101 | [ 1 ] |
| 29.08.2020 |     | «К'єрі 76» (К'єрі)             | 3–0     | «Дзанетті» (Бергамо)                  | 25–17 | 25–14 | 25–19 |       |       | 75–50   | [ 1 ] |
| 29.08.2020 |     | «Ігор Горгонзола» (Новара)     | 3–1     | «Барточчіні Фортінфіссі» (Перуджа)    | 25–19 | 27–29 | 25–16 | 25–12 |       | 102–76  | [ 1 ] |
| 30.08.2020 |     | «Казальмаджоре»                | 2–3     | ««Іль Бісонте Фіренце»» (Сан-Кашіано) | 25–23 | 22–25 | 25–17 | 25–27 | 13–15 | 110–107 | [ 2 ] |

## Чвертьфінал
| Дата       | Час |                                | Рахунок |                                       | Сет 1 | Сет 2 | Сет 3 | Сет 4 | Сет 5 | Всього | Звіт  |
| ---------- | --- | ------------------------------ | ------- | ------------------------------------- | ----- | ----- | ----- | ----- | ----- | ------ | ----- |
| 01.09.2020 |     | «Унет-Ямамай» (Бусто-Арсіціо)  | 3–1     | «К'єрі 76» (К'єрі)                    | 25–22 | 25–27 | 25–20 | 25–17 |       | 100–86 | [ 3 ] |
| 01.09.2020 |     | «Ігор Горгонзола» (Новара)     | 3–2     | ««Іль Бісонте Фіренце»» (Сан-Кашіано) | 23–25 | 25–16 | 20–25 | 25–18 | 15–12 | 108–96 | [ 3 ] |
| 02.09.2020 |     | «Савіно Дель Бене» (Скандіччі) | 3–1     | «Про Вікторія» (Монца)                | 25–22 | 25–21 | 25–27 | 25–21 |       | 100–91 | [ 4 ] |

## Півфінал
| Дата       | Час |                            | Рахунок |                                | Сет 1 | Сет 2 | Сет 3 | Сет 4 | Сет 5 | Всього | Звіт  |
| ---------- | --- | -------------------------- | ------- | ------------------------------ | ----- | ----- | ----- | ----- | ----- | ------ | ----- |
| 05.09.2020 |     | «Імоко Воллей» (Конельяно) | 3–0     | «Савіно Дель Бене» (Скандіччі) | 25–17 | 25–14 | 25–22 |       |       | 75–53  | [ 5 ] |

| 7                  | Рафаела Фольє          | 9  |
| 18                 | Паола Егону            | 14 |
| 11                 | Маккензі Адамс         | 13 |
| 5                  | Робін де Крюйф         | 5  |
| 14                 | Йоанна Волош ()        | 5  |
| 17                 | Міріам Сілла           | 9  |
| 10                 | Моніка Де Дженнаро (л) |    |
| 1                  | Лара Каравелло (л)     |    |
| 13                 | Джулія Дженнарі        |    |
| Резерв:            |                        |    |
| 3                  | Люсіль Гіскель         |    |
| 9                  | Ловет Оморуї           |    |
| 20                 | Гайя Наталіція (л)     |    |
| 19                 | Сара Фар               |    |
| 4                  | Божана Бутіган         |    |
| Головний тренер:   |                        |    |
| Даніеле Сантареллі |                        |    |

| 17                | Меган Кортні      | 5  |
| 5                 | Міна Попович      | 2  |
| 3                 | Магдалена Стисяк  | 12 |
| 7                 | Елена П'єтріні    | 9  |
| 9                 | Марина Лубіан     | 2  |
| 18                | Летіція Камера    |    |
| 8                 | Енріка Мерло (л)  |    |
| 6                 | Срна Маркович     | 1  |
| 12                | Мартіна Шамадан   | 1  |
| 16                | Луція Босетті     |    |
| 11                | Агнеса Чекконелло |    |
| 13                | Кімберлі Древнюк  |    |
| Резерв:           |                   |    |
| 10                | Луна Кароччі (л)  |    |
| Головний тренер:  |                   |    |
| Массімо Барболіні |                   |    |

| Дата       | Час |                               | Рахунок |                            | Сет 1 | Сет 2 | Сет 3 | Сет 4 | Сет 5 | Всього | Звіт  |
| ---------- | --- | ----------------------------- | ------- | -------------------------- | ----- | ----- | ----- | ----- | ----- | ------ | ----- |
| 05.09.2020 |     | «Унет-Ямамай» (Бусто-Арсіціо) | 3–1     | «Ігор Горгонзола» (Новара) | 23–25 | 25–18 | 25–22 | 25–22 |       | 98–87  | [ 6 ] |

| 7                | Асія Бонеллі        | 4  |
| 17               | Ана Ескамілья       | 6  |
| 3                | Росселла Олівотто   | 4  |
| 11               | Камілла Мінгарді    | 20 |
| 6                | Алессія Дженнарі () | 12 |
| 15               | Йована Стеванович   | 14 |
| 9                | Джулія Леонарді (л) |    |
| 23               | Лісет Еррера Бланко | 4  |
| 12               | Франческа Піччініні |    |
| Резерв:          |                     |    |
| 1                | Джордін Поултер     |    |
| 13               | К'яра Кукко (л)     |    |
| 18               | Катаріна Булович    |    |
| Головний тренер: |                     |    |
| Марко Фенольйо   |                     |    |

| 15               | Гейлі Вашингтон        | 6  |
| 12               | Майка Генкок           | 6  |
| 4                | Брітт Герботс          | 21 |
| 13               | Сара Боніфачо          | 5  |
| 6                | Еліза Дзанетте         | 2  |
| 19               | Ніка Даалдероп         | 15 |
| 11               | Стефанія Сансонна (л)  |    |
| 17               | Мальвіна Смажек        | 11 |
| 9                | Катеріна Босетті       | 1  |
| 10               | Крістіна Кірікелла ()  | 1  |
| 7                | Іларія Баттістоні      |    |
| 1                | Алессія Популіні       |    |
| Резерв:          |                        |    |
|                  | Вероніка Константіні   |    |
| 5                | Франческа Наподано (л) |    |
| Головний тренер: |                        |    |
| Стефано Лаваріні |                        |    |

## Фінал
| Дата       | Час |                            | Рахунок |                               | Сет 1 | Сет 2 | Сет 3 | Сет 4 | Сет 5 | Всього | Звіт        |
| ---------- | --- | -------------------------- | ------- | ----------------------------- | ----- | ----- | ----- | ----- | ----- | ------ | ----------- |
| 06.09.2020 |     | «Імоко Воллей» (Конельяно) | 3–0     | «Унет-Ямамай» (Бусто-Арсіціо) | 25–16 | 25–15 | 25–15 |       |       | 75–46  | [ 7 ] [ 8 ] |

| 7                  | Рафаела Фольє          | 10 |
| 18                 | Паола Егону            | 12 |
| 11                 | Маккензі Адамс         | 12 |
| 5                  | Робін де Крюйф         | 9  |
| 14                 | Йоанна Волош ()        | 1  |
| 17                 | Міріам Сілла           | 9  |
| 10                 | Моніка Де Дженнаро (л) |    |
| 3                  | Люсіль Гіскель         | 2  |
| 13                 | Джулія Дженнарі        |    |
| 1                  | Лара Каравелло (л)     |    |
| 19                 | Сара Фар               |    |
| 4                  | Божана Бутіган         |    |
| Резерв:            |                        |    |
| 9                  | Ловет Оморуї           |    |
| 20                 | Гайя Наталіція (л)     |    |
| Головний тренер:   |                        |    |
| Даніеле Сантареллі |                        |    |

| 7                | Асія Бонеллі        | 1 |
| 17               | Ана Ескамілья       |   |
| 3                | Росселла Олівотто   | 4 |
| 11               | Камілла Мінгарді    | 9 |
| 6                | Алессія Дженнарі () | 6 |
| 15               | Йована Стеванович   | 2 |
| 9                | Джулія Леонарді (л) |   |
| 23               | Лісет Еррера Бланко | 1 |
| 18               | Катаріна Булович    | 1 |
| 12               | Франческа Піччініні |   |
| Резерв:          |                     |   |
| 1                | Джордін Поултер     |   |
| 13               | К'яра Кукко (л)     |   |
| Головний тренер: |                     |   |
| Марко Фенольйо   |                     |   |

## Найбільше титулів
Моніка Де Дженнаро і  Робін де Крюйф стали 5-разовими переможницями турніру. Таку кількість титулів мають ще три волейболістки:
| Кількість титулів | Волейболістка        | Роки                         |
| ----------------- | -------------------- | ---------------------------- |
| 5                 | Дарина Міфкова       | 1996, 1997, 1998, 2001, 2002 |
| 5                 | Мартіна Гвіджі       | 2003, 2006, 2008, 2009, 2010 |
| 5                 | Франческа Піччініні  | 1999, 2004, 2011, 2015, 2017 |
| 5                 | Моніка Де Дженнаро   | 2010, 2016, 2018, 2019, 2020 |
| 5                 | Робін де Крюйф       | 2013, 2016, 2018, 2019, 2020 |
| 4                 | Франческа Ферретті   | 2008, 2009, 2010, 2013       |
| 4                 | Кароліна Костагранде | 2006, 2008, 2009, 2016       |
| 4                 | Рафаела Фольє        | 2016, 2018, 2019, 2020       |